# Carpodacus waltoni
Il carpodaco gropparosa (Carpodacus waltoni (Sharpe, 1905)) è un uccello passeriforme della famiglia dei Fringillidi.

## Etimologia
Il nome scientifico della specie, waltoni, venne scelto in omaggio all'ufficiale medico inglese Herbert James Walton, attivo in Tibet.

## Descrizione

### Dimensioni
Misura 12,5 cm di lunghezza, per 17 g di peso.

### Aspetto
Si tratta di uccelli dall'aspetto robusto, muniti di testa tondeggiante con grandi occhi e becco conico, ali allungate e coda dalla punta lievemente forcuta.
Il dimorfismo sessuale è netto: i maschi presentano infatti piumaggio rosato su sopracciglio, guance, gola, petto, fianchi, ventre, codione (da cui deriva il nome comune della specie) e sottocoda, mentre fronte, vertice, nuca, dorso, ali e coda sono di colore bruno, con le singole penne dall'orlo più chiaro a dare un effetto screziato, e dello stesso colore è una sottile banda che dai lati del becco raggiunge l'orecchio e si prolunga ai lati del collo fino a raggiungere il bruno dorsale. Nelle femmina, il rosa è completamente assente dalla livrea: esse sono brune, con area ventrale grigio-giallastra. In ambedue i sessi, gli occhi sono di colore bruno-rossiccio, le zampe sono di colore carnicino-nerastro e il becco è anch'esso nerastro.

## Biologia
Si tratta di uccelli dalle abitudini diurne, che passano la maggior parte della giornata al suolo alla ricerca di cibo, muovendosi in coppie o in gruppetti e tenendosi in contatto mediante richiami pigolanti.

### Alimentazione
Pur mancando dati sull'alimentazione della specie, questi uccelli presentano molto probabilmente dieta in massima parte granivora.

### Riproduzione
Mancano informazioni sulla riproduzione di questi uccelli, tuttavia si ha motivo di credere che essa non differisca significativamente, per modalità e tempistica, da quella di altre specie affini.

## Distribuzione e habitat
La specie occupa un areale che si estende nell'area di confine fra Tibet, Cina sud-occidentale e India nord-orientale.
L'habitat di questi uccelli è rappresentato dalle aree rocciose montane e subalpine con vegetazione sparsa.

## Sistematica
Se ne riconoscono due sottospecie:
- Carpodacus waltoni waltoni (Sharpe, 1905) – la sottospecie nominale, diffusa in Tibet sud-orientale e Arunachal Pradesh settentrionale;
- Carpodacus waltoni eos (Stresemann, 1930) – diffusa in Tibet orientale, Quinghai sud-orientale, Sichuan occidentale, visitatrice invernale nello Yunnan nord-occidentale;

La tassonomia del carpodaco gropparosa è piuttosto tormentata: per lungo tempo classificata come sottospecie del carpodaco magnifico col nome di C. pulcherrimus waltoni, è stata elevata al rango di specie a sé stante in seguito ad analisi del DNA mitocondriale, con l'accorpamento della specie C. eos (da alcuni considerata ancora come tale) col rango di sottospecie.